# Fagersta
Pour les articles homonymes, voir Fagersta (homonymie).
Fagersta est une ville de Suède, chef-lieu de la commune de Fagersta dans le comté de Västmanland. Elle est peuplée de 13 286 habitants.

## Géographie
La ville est située à la jonction des deux voies de chemin de fer reliant Ludvika à Västerås et Alvesta à Örebro. Elle se trouve donc au cœur de la région minière de Bergslagen, riche en minerai de cuivre et de fer. L’exploitation minière débute à Fagersta au XVe siècle, mais n’est véritablement organisée qu’au XVIIe siècle. La première entreprise minière est fondée en 1873, il s’agit de Fagersta Bruks.

## Histoire
En 1944, le pôle industriel de Fagersta fusionne avec la localité voisine de Västanfors, plutôt vouée aux activités de service, pour former la municipalité de Fagersta.

## Industrie
Aujourd’hui, l’industrie présente à Fagersta se concentre sur deux domaines : l’outillage pour le travail des métaux (avec Seco Tools AG et Atlas Copco Secoroc AB), et les products en acier inoxydable (Fagersta Stainless AB et Outokumpu Stainless Tubular Products AG).

## Personnalités célèbres
- Ulf Samuelsson, joueur de hockey sur glace
- Tomas Sandström, joueur de hockey sur glace
- Anitra Steen, femme politique et fonctionnaire
- The Hives, groupe de Garage punk
- 59 Times The Pain, groupe de rock
- No Fun At All, groupe de Skate punk
- Johan August Brinell, ingénieur métallurgiste

## Jumelages
Fagersta est jumelée avec la ville de Jämsä, en Finlande.